# Fusillade du 15 avril 2021 à Indianapolis
La fusillade du 15 avril 2021 à Indianapolis est une fusillade de masse survenue dans une installation de FedEx à Indianapolis, dans l'Indiana, aux États-Unis. Neuf personnes ont été tuées, dont l'homme armé qui s'est suicidé, et sept autres ont été blessées. L'auteur des meurtres avait été interrogé l'année dernière par des agents du FBI.
Un témoin a raconté avoir vu le tireur tirer en plein air avec ce qu'il a décrit comme un fusil automatique ou une mitraillette. La police est intervenue sur les lieux peu après 23 h 0 heure locale (UTC−04:00) et est tombé sur une situation de tireur actif.
La fusillade a entraîné une brève fermeture de l'Interstate 70 à Ameriplex Parkway.
L'entrepôt de FedEx où la fusillade a eu lieu est situé dans la partie sud-ouest d'Indianapolis, près de l'aéroport.